# Paracaunus
Paracaunus is een geslacht van wantsen uit de familie van de Reduviidae (Roofwantsen). Het geslacht werd voor het eerst wetenschappelijk beschreven door Norman Cecil Egerton Miller in 1956.

## Soorten
Het genus bevat de volgende soorten:

- Paracaunus vittatus Miller, 1956
- Paracaunus zairensis Villiers, 1972